# Миланд (замок)
Шато де Мила́нд (фр. Château des Milandes) — шато в коммуне Кастельно-ла-Шапель в департаменте Дордонь (регион Новая Аквитания, Франция). Расположено на высоком левом берегу реки Дордонь, возвышаясь на 50 метров над уровнем реки. В 2009 году вместе с парком и другими постройками внесено в список исторических памятников Франции. Среди бывших владельцев замка — производитель корсетов Огюст Клавери и певица Жозефина Бейкер.

## История

### Семья де Комон
Строительство замка началось в 1489 году для Клод де Кардийяк, супруги Франсуа де Комона. Замок служил жилой резиденцией сеньоров де Комон, во владении которых также находился замок Кастельно. Позднее капитан гугенотов Франсуа де Комон (1524—1572; убит вместе с сыном в Варфоломеевскую ночь), перестроил здание по просьбе своей супруги, которая желала находиться в менее суровом и более светлом месте. Были устроены окна с импостами и витражами, однако архитектурные элементы средневековья, такие как башни и винтовая лестница, были сохранены.
В замке многократно останавливался маршал Жак-Номпар де Комон (1558—1652), соратник короля Генриха IV.
В период Французской революции имение было национализировано и затем продано государством новым собственникам.

### Огюст Клавери
В 1890 году из-за плохого присмотра в замке случился пожар, после чего его выкупил Огюст Клавери, предприниматель, заработавший состояние на корсетах от «Клавери». В 1900—1908 годах он провёл здесь серию работ, которыми занимался архитектор Анри Лаффиле, специалист по восстановлению исторических памятников. В этот период к зданию были добавлены новые элементы в стиле неоготики и неоренессанса, в том числе башни и решётчатые перила, был устроен регулярный парк. Также хозяйство дополнили винодельней и фермой. 
После смерти Клавери его вдова продала шато вместе с часовней, расположенной в глубине парка, другому владельцу.

### Жозефина Бейкер
Начиная с 1937 года, получив французское гражданство, шато де Миланд арендовала американская танцовщица и певица, звезда «Фоли-Бержер» Жозефина Бейкер (1906—1975). Десять лет спустя, после свадьбы с дирижёром Жо Буйоном в 1947 году, пара выкупила имение. Именно в этот период в шато устроили водопровод, провели электричество и центральное отопление. Жозефина, устроившая в имении авангардистский туристический комплекс Village du Monde (фр.  «деревня мира»), жила здесь со своим «радужным племенем» — двенадцатью усыновлёнными детьми девяти разных национальностей.
В 1964 году из-за финансовых трудностей шато выставили на продажу с аукциона. Некоторую отсрочку дало вмешательство Брижит Бардо, выступившей с обращением к французам. Бейкер отвергла предложение предпринимателя Жильбера Тригано, после чего в 1968 году шато было продано с молотка всего за 10 % своей стоимости. Пользуясь особенностями французского законодательства, Жозефина получила отсрочку, позволившую ей находиться в замке до 15 марта следующего года. Будучи на гастролях, она узнала, что в замок въехал новый хозяин. Пыталась этому противостоять, она забаррикадировалась на кухне замка, поручив своих детей попечению сестры. Воспользовавшись тем, что Жозефина вышла за водой, рабочие, которым было поручено выдворить прежнюю владелицу из замка, захлопнули за ней дверь. Певица провела всю ночь под дверью, и на следующий день её увезли в больницу. Это событие обернулось на пользу Жозефине Бейкер, так как после этого её права на кухню были восстановлены официально.

### В наше время
Впоследствии имение четырежды меняло своих владельцев. С 2001 года замок принадлежит Клоду де Лабарр и его дочери, Анжелике де Сент-Экзюпери. Начиная с этого времени в шато была открыта выставка, посвящённая Жозефине Бейкер, и начались работы по реставрации. 
29 августа 1986 года террасы, фасады и кровля замка были внесены в дополнительный список исторических памятников Франции; 7 декабря 2009 года в список было внесено всё имение вместе с винодельней, регулярным парком и бывшими конюшями. В 2013 году замок был включён в список «домов знаменитостей» Франции. 
В летний сезон здесь проводятся шоу с участием охотничьих птиц (цена входит в стоимость билета на посещение замка).

## Описание
Замок построен на высоком холме, на полсотни метров возвышаясь над долиной Дордони. Под ним раскинулся террасный парк, куда ведут монументальные лестницы. В глубине парка находится часовня. Главный корпус, над которым доминирует пристроенный с юга квадратный донжон, фланкирован двумя круглыми башнями. Лаконичную строгость сооружения нарушают позднейшие пристройки: восточное крыло и угловые террасы с юго-востока. Северный фасад сохранил свой первоначальный вид, южный фасад претерпел существенные изменения: была перестроена верхушка донжона, заново выполнен скульптурный декор (каменные люкарны, балюстрады террас, фантастические гаргульи). 
Интерьеры замка были переделаны согласно вкусам Жозефины Бейкер (лиерны и тьерсероны лестницы донжона, ванные и туалетные комнаты, декорированные мрамором и позолотой по моде 1950-х годов).

## Посещение
- апрель — май: 10:00 — 18:30
- с 1 июня по 10 июля: 10:00 — 19:00
- с 11 июля по 31 августа: 9:30 — 19:30
- сентябрь: 10:00 — 19:00
- октябрь: 10:00 — 18:15